# 마르쿠 우시파발니에미
마르쿠 유하니 우시파발니에미(핀란드어: Markku Juhani Uusipaavalniemi, 1966년 11월 23일~)는 핀란드의 컬링 선수, 정치인이다. 올림픽에 2회 참가하여 2006년 동계 올림픽 남자 컬링 종목에서 은메달을 획득했다. 또한 세계 선수권 대회에서 동메달 2개를 획득했고 유럽 선수권 대회에서 금메달 1개, 동메달 2개를 획득했다.